# Zsebkutyusok
A Zsebkutyusok (eredeti cím: Cuccioli cerca amici – Nel regno di Pocketville, angol címváltozat: Puppy in My Pocket: Adventure of Pocketville) 2010-től 2011-ig vetített olasz televíziós 2D-s számítógépes animációs sorozat, mely a Puppy in My Pocket című játék alapján készült. Az animációs játékfilmsorozat alkotói Francesco Balletta, Valerio Cilio és Simona Lombardi. A forgatókönyvet Francesco Balletta, Valerio Cilio és Simona Lombardi írták. A tévéfilmsorozat gyártói a Giochi Preziosi, a MEG Entertainment Group, a Mondo TV és a Rainbow S.p.A., a forgalmazója a Turner Broadcasting System. Műfaja filmdráma-sorozat. Olaszországban 2010. október 25. és 2011  december 19. között a Mondo TV adta, Magyarországon 2011. július 4.-étől a Boomerang, és  2013. első felétől a TV2 és a Super TV2, míg 2016. szeptember 26-ától a Kiwi TV tűzte műsorára.

## Szereplők

### Emberek
Lányok
| Szereplő           | Eredeti hang   | Magyar hang       | Leírás |
| ------------------ | -------------- | ----------------- | --- |
| Flo                | Katie McGovern | Nádorfi Krisztina | A szőke hajú, kék szemű lány, Magic gazdája, a Zsebkutyusok társa. |
| a pont tulajdonosa | ?              | Kántor Kitty      | A barna hajú, barna szemű lány, a neve ismeretlen, dalmatát kap az első részben. |
| Martina            | ?              | Laudon Andrea     | A barna hajú, szürkéskék szemű lány, egy idegenvezető lánya, és honvágya van, Olaszországban élt, háziállatának Toby-t a juhászkutyát választják neki.                                                              |
| Anabell (Anabelle) | ?              | Talmács Márta     | A barna hajú, szürkéskék szemű lány, fél a tengereken, háziállatának Swimmy-t a delfint választják neki. |
| Emily              | ?              | ?                 | A fekete hajú, szürkéskék szemű, lila keretes szemüveges lány, cicát szeretne, háziállatának Camo-t választják neki.                                                                                                |
| Mollie (Molly)     | ?              | ?                 | A szőkés-vörös hajú, kék szemű, kövér kislány, csak az édességeket szereti, mint a jégkrém és a süti, Goldie a hörcsög eljön hozzá, és kóstolót ad neki, hogy a gyümölcsök és zöldségek is milyen finomak lehetnek. |
| Beatrix            | ?              | ?                 | A szőke hajú, zöld szemű lány, jól érzi magát, az anyukája azt gondolja róla, hogy beteg és rosszul van, háziállatának Dr. Coppert-t választják neki                                                                |
| Francesca          | ?              | ?                 | A szőke hajú, kék szemű lány, órán alszik, mert minden éjszaka aggódik a vizsgája miatt, háziállatának Uszony-t az aranyhalat választják neki.                                                                      |
| Alexia             | ?              | ?                 | A vörös hajú, kék szemű lány, Kate osztálytársa, nem tudott oda figyelni órán, mert megzavarták, háziállatának Kiki-t választják neki.                                                                              |
| Valeria (Valerie)  | ?              | ?                 | A szőke hajú, barna szemű lány, nem tud röplabdázni, háziállatának Frankie-t választják neki. |
| Michaela (Makayla) | ?              | ?                 | A vörös hajú, barna szemű lány, nem figyel oda semmire se, és piszkálják, háziállatának Pia-t a vadászkopót választják neki.                                                                                        |
| Vanessa            | ?              | ?                 | A szőkés-vörös hajú, szürkéskék szemű lány, lovagol, fél a lovon, és leesik, háziállatának Jenny-t választják neki.                                                                                                 |
| Nicole             | ?              | ?                 | A fekete hajú, barna szemű lány, mindig siet mindenben, és nincs ideje barátkozni, háziállatának Slowpoke-t a teknősbékát választják neki, hogy megmutassák neki, hogy milyen jó ha nem siet annyira.               |
| Alice              | ?              | ?                 | A vörös hajú, szürkéskék szemű lány, szeret kalandos meséket olvasni, háziállatának Juno-t választják neki. |
| Maggie             | ?              | ?                 | A fekete hajú, szürkéskék szemű lány, mindig elveszíti a dolgait, háziállatának Leo-t választják neki. |
| Lillia             | ?              | ?                 | A fekete hajú, barna szemű lány, nem részesedik semmibe se, háziállatnak Ribbon-nt a csirkét választották neki. |

Fiúk
| Szereplő | Eredeti hang | Magyar hang     | Leírás |
| -------- | ------------ | --------------- | --- |
| Leo      | ?            | Baráth István   | A barna hajú, kék szemű fiú, akinek apukája, gyakran a mobiljával telefonál. Otto-t a szent bernáthegyit választották háziállatának.                                                             |
| Mark     | ?            | ?               | A barna hajú, barna szemű fiú, aki szeret videó-játékokat játszani. Robbie-t a vörösbegyet választották háziállatának.                                                                           |
| Steven   | ?            | Bogdán Gergő    | A barna hajú, szürkéskék szemű fiú, aki szereti a malackákat, de az anyuja nem engedi meg, hogy legyen egy a háznál, mert utálja a rendetlenségeket. Végül Oriliamöt választották háziállatának. |
| Daniel   | ?            | Ungvári Gergely | A barna hajú, fekete szemű fiú, aki sokszor nem sikeres bizonyos játékokban. Yorkshire terriert választottak háziállatának.                                                                      |
| Kevin    | ?            | ?               | A szőke hajú, fekete szemű fiú, aki szereti terrorizálni Kate-et. |

## Magyar változat
A szinkront az SDI Media Hungary készítette a Cartoon Network megbízásából.
Magyar hangok
- Nádorfi Krisztina – Flo
- Németh Borbála – Ami
- Csőre Gábor – Magic
- Erdős Borcsa – Ima
- Seszták Szabolcs – William
- Bardóczy Attila – Chiro
- Csuha Bori – Mela
- Orosz Helga – Balloon
- Bodor Böbe – Krakia
- Schneider Zoltán – Zull
- Sótonyi Gábor – Gort
- Elek Ferenc – Spot
- Melis Gábor – Sintér
- Láng Balázs – Peter, Flo apja
- Kerekes József (12. részben), Garai Róbert (19–26.) – Koti
- Forgács Gábor – Ogniguscio
- Farkas Zita – Tanárnő
- Barbinek Péter – Durillia (7., 11., 14., 18.)
- Timkó Eszter – Maria, Flo anyja (1., 14–15., 26.)
- Koroknay Géza – Garlonetalle (24–26.)

Magyar szöveg – Moduna Zsuzsa
Hangmérnök – Házi Sándor
Vágó – Wünsch Attila és Pilipár Éva
Gyártásvezető – Újréti Zsuzsa
Szinkronrendező – Somló Andrea Éva
Produkciós vezető – Németh Napsugár
Felolvasó – Zahorán Adrienne

## Epizódok
| #            | Magyar cím          | Angol cím              | Eredeti bemutató  |  |
| ------------ | ------------------- | ---------------------- | ----------------- |  |
|              |                     |                        |                   |  |
| ELSŐ ÉVAD    |                     |                        |                   |  |
|              |                     |                        |                   |  |
| 01.          | Barátság ceremónia  | Friendship Ceremony    | 2011. július 4.   |  |
| 02.          | A váratlan vendég   | The Unexpected Guest   | 2011. július 4.   |  |
|              |                     |                        |                   |  |
| 03.          | Ogniguszció a bölcs | Everyshell the Wise    | 2011. július 5.   |  |
| 04.          | Hazatérés           | Going Home             | 2011. július 5.   |  |
|              |                     |                        |                   |  |
| 05.          | Nagy felelősség     | A Great Responsibility | 2011. július 6.   |  |
| 06.          | Nagy felelősség     | A Great Responsibility | 2011. július 6.   |  |
|              |                     |                        |                   |  |
| 07.          | Hullámtarély        | Crest of a Wave        | 2011. július 7.   |  |
| 08.          | Frízbi              | Frisbee                | 2011. július 7.   |  |
|              |                     |                        |                   |  |
| 09.          | Ne félj             | Don’t Be Afraid        | 2011. július 8.   |  |
| 10.          | Gondolat kaja       | Food for Thought       | 2011. július 8.   |  |
|              |                     |                        |                   |  |
| 11.          | Új barátok          | New Friends            | 2011. július 11.  |  |
| 12.          | Új barátok          | New Friends            | 2011. július 11.  |  |
|              |                     |                        |                   |  |
| 13.          | Türelem             | Patience               | 2011. július 12.  |  |
| 14.          | Türelem             | Patience               | 2011. július 12.  |  |
|              |                     |                        |                   |  |
| 15.          | Higgy magadban      | Believe in Yourself!   | 2011. július 13.  |  |
| 16.          | Higgy magadban      | Believe in Yourself!   | 2011. július 13.  |  |
|              |                     |                        |                   |  |
| 17.          | Éberség             | Eyes Peeled            | 2011. július 14.  |  |
| 18.          | Éberség             | Eyes Peeled            | 2011. július 14.  |  |
|              |                     |                        |                   |  |
| 19.          | A kutatás           | The Search             | 2011. július 15.  |  |
| 20.          | A kutatás           | The Search             | 2011. július 15.  |  |
|              |                     |                        |                   |  |
| 21.          | Az alku             | The Bargain            | 2011. július 18.  |  |
| 22.          | Az alku             | The Bargain            | 2011. július 18.  |  |
|              |                     |                        |                   |  |
| 23.          | Majdnem!            | Nearly!                | 2011. július 19.  |  |
| 24.          | Majdnem!            | Nearly!                | 2011. július 19.  |  |
|              |                     |                        |                   |  |
| 25.          | A nagy esés         | A Bad Fall             | 2011. július 20.  |  |
| 26.          | A nagy esés         | A Bad Fall             | 2011. július 20.  |  |
|              |                     |                        |                   |  |
| MÁSODIK ÉVAD |                     |                        |                   |  |
|              |                     |                        |                   |  |
| 27.          | Flo születésnapja   | Kate's Birthday        | 2011. október 12. |  |
| 28.          | Flo születésnapja   | Kate's Birthday        | 2011. október 12. |  |
|              |                     |                        |                   |  |
| 29.          | A sintér            | The Petbuster          | 2011. október 13. |  |
| 30.          | A sintér            | The Petbuster          | 2011. október 13. |  |
|              |                     |                        |                   |  |
| 31.          | Fehér mancs         | Juno                   | 2011. október 10. |  |
| 32.          | Fehér mancs         | Juno                   | 2011. október 10. |  |
|              |                     |                        |                   |  |
| 33.          | Fehér, mint a fal   | White as a Sheet       | 2011. október 11. |  |
| 34.          | Fehér, mint a fal   | White as a Sheet       | 2011. október 11. |  |
|              |                     |                        |                   |  |
| 35.          | Barátságkincs       | Friendship Treasure    | 2011. október 18. |  |
| 36.          | Barátságkincs       | Friendship Treasure    | 2011. október 18. |  |
|              |                     |                        |                   |  |
| 37.          | Édes álmok          | Sweet Dreams           | 2011. október 19. |  |
| 38.          | Édes álmok          | Sweet Dreams           | 2011. október 19. |  |
|              |                     |                        |                   |  |
| 39.          | Jó modor            | Good Manners           | 2011. október 20. |  |
| 40.          | Jó modor            | Good Manners           | 2011. október 20. |  |
|              |                     |                        |                   |  |
| 41.          | Hercegnő hadművelet | Operation Princess     | 2011. október 21. |  |
| 42.          | Hercegnő hadművelet | Operation Princess     | 2011. október 21. |  |
|              |                     |                        |                   |  |
| 43.          | Elveszett vagyon    | Lost Property          | 2011. október 24. |  |
| 44.          | Elveszett vagyon    | Lost Property          | 2011. október 24. |  |
|              |                     |                        |                   |  |
| 45.          | Szabadság           | Freedom                | 2011. október 25. |  |
| 46.          | Szabadság           | Freedom                | 2011. október 25. |  |
|              |                     |                        |                   |  |
| 47.          | Az ajándék          | The Gift               | 2011. október 26. |  |
| 48.          | Az ajándék          | The Gift               | 2011. október 26. |  |
|              |                     |                        |                   |  |
| 49.          | A végjáték          | The Final Game         | 2011. október 27. |  |
| 50.          | A végjáték          | The Final Game         | 2011. október 27. |  |
|              |                     |                        |                   |  |
| 51.          | Újra otthon         | The Homecoming         | 2011. október 28. |  |
| 52.          | Újra otthon         | The Homecoming         | 2011. október 28. |  |